# Marty Roth
Marty Roth (Toronto, 15 de dezembro de 1958) é um ex-automobilista canadense, que chegou a ser dono de uma equipe da IRL, a Roth Racing, entre 2004 até 2008.

## Início da Carreira
No final da década de 1970, Roth iniciou sua trajetória no esporte a motor pilotando motos, onde competiria até 1982. Cinco anos depois, disputaria a temporada de 1987 da Fórmula Ford 2000.
Entre 1988 e 1991, correu na Indy Lights, tendo como melhor resultado um terceiro lugar no GP de Vancouver de 1990. Voltou à categoria (agora rebatizada Indy Pro Series) em 2002, obtendo um segundo lugar em Chicago como melhor resultado.

## IndyCar
Em 2004, Marty Roth estreou na IndyCar Series com um carro colorido preparado pela sua equipe, onde exercia dupla-função (piloto e dono de escuderia). Sua lentidão atraía a antipatia de boa parte do paddock da categoria, mas a paixão dele pelas corridas e o interesse da IRL em aumentar um grid reduzido seriam importantes. No ano seguinte, associou-se com a PDM Racing, disputando novamente a Indy 500, onde abandonou.
Após competir em quatro provas (na prática, correu três, pois ele não se classificou para as 500 Milhas) em 2006 e outras quatro em 2007, o canadense brigou com a organização da IRL e disse que não queria continuar na categoria, pois com a absorção de alguns pilotos da Champ Car, sua presença no grid já não era necessária. Um dos diretores da IRL, Jim Freudenberg, propôs a Roth que ele disputasse "algumas provas em ovais" e do GP de Toronto. Sentindo-se ofendido, ele revidou: não disputaria a temporada de 2009, encerrando sua carreira como piloto após o GP de Chicago, onde terminaria na décima-sexta colocação. Ainda chateado com o pedido de Freudenberg, vendeu a Roth Racing, por qual exercia também a função de dono de equipe, que passaria a se chamar FAZZT Race Team.

## Galeria de imagens

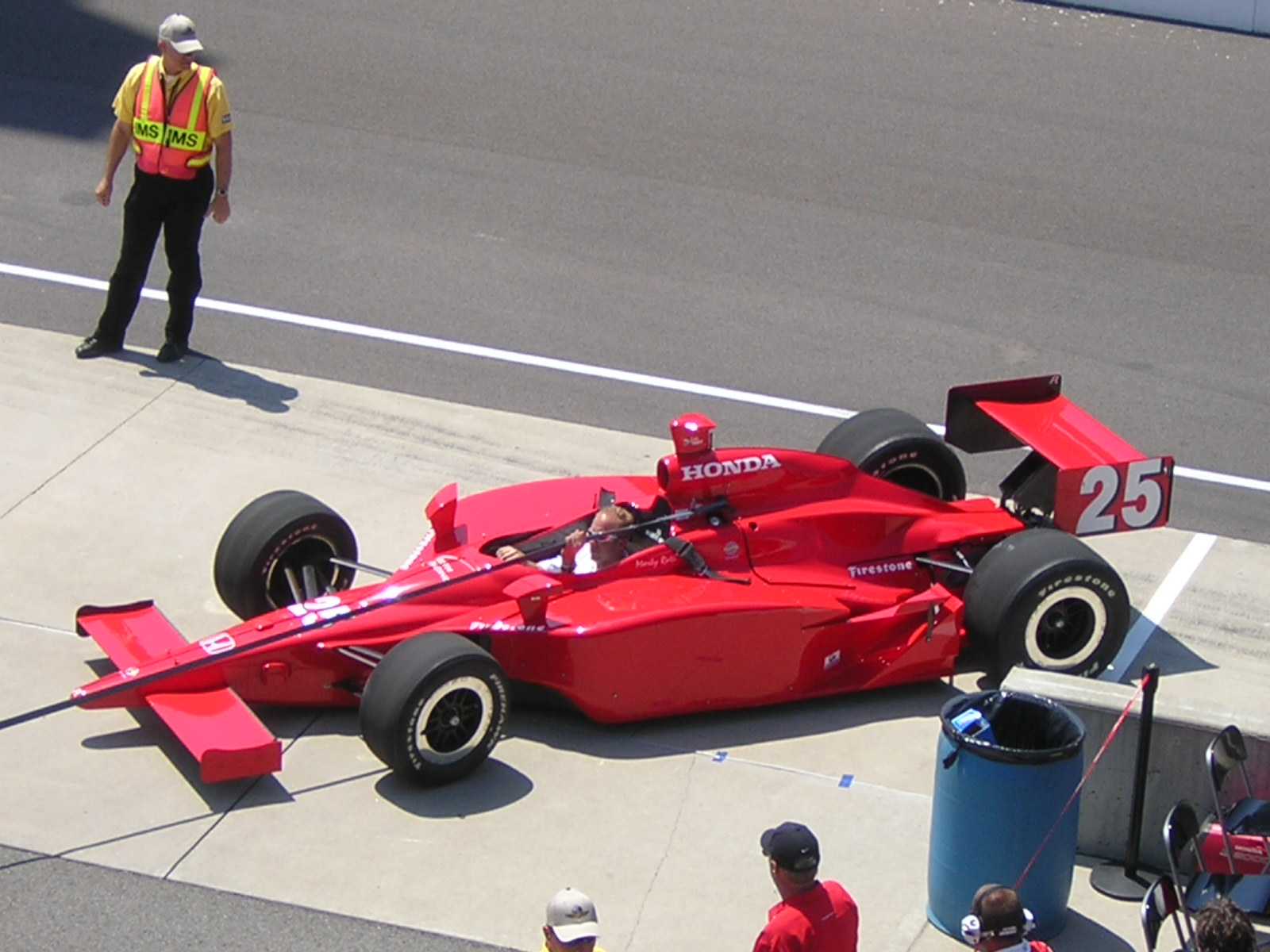
Roth antes dos treinos da Indy 500 de 2007.
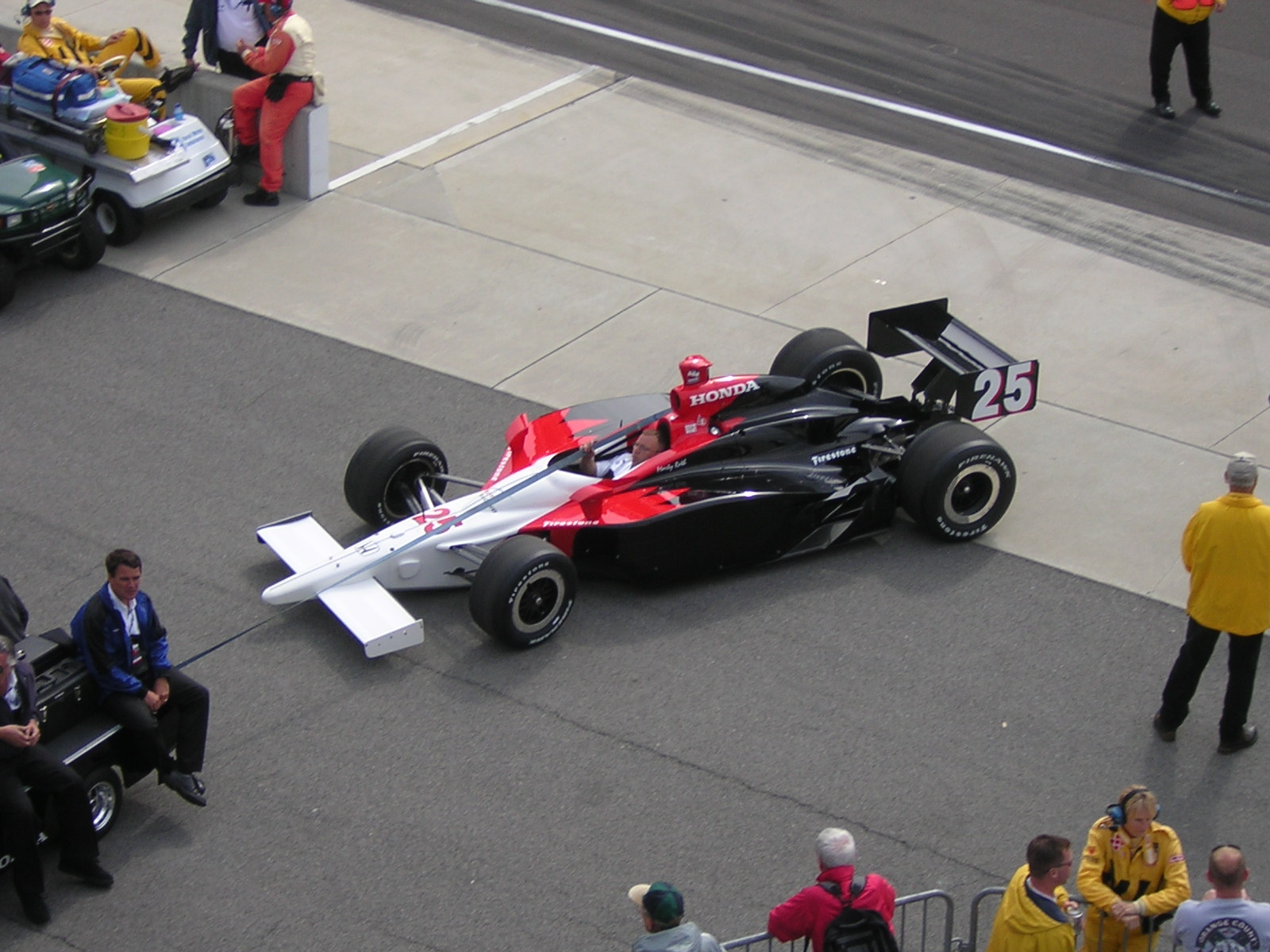
Carro da Roth Racing, guiado por Marty em 2006.
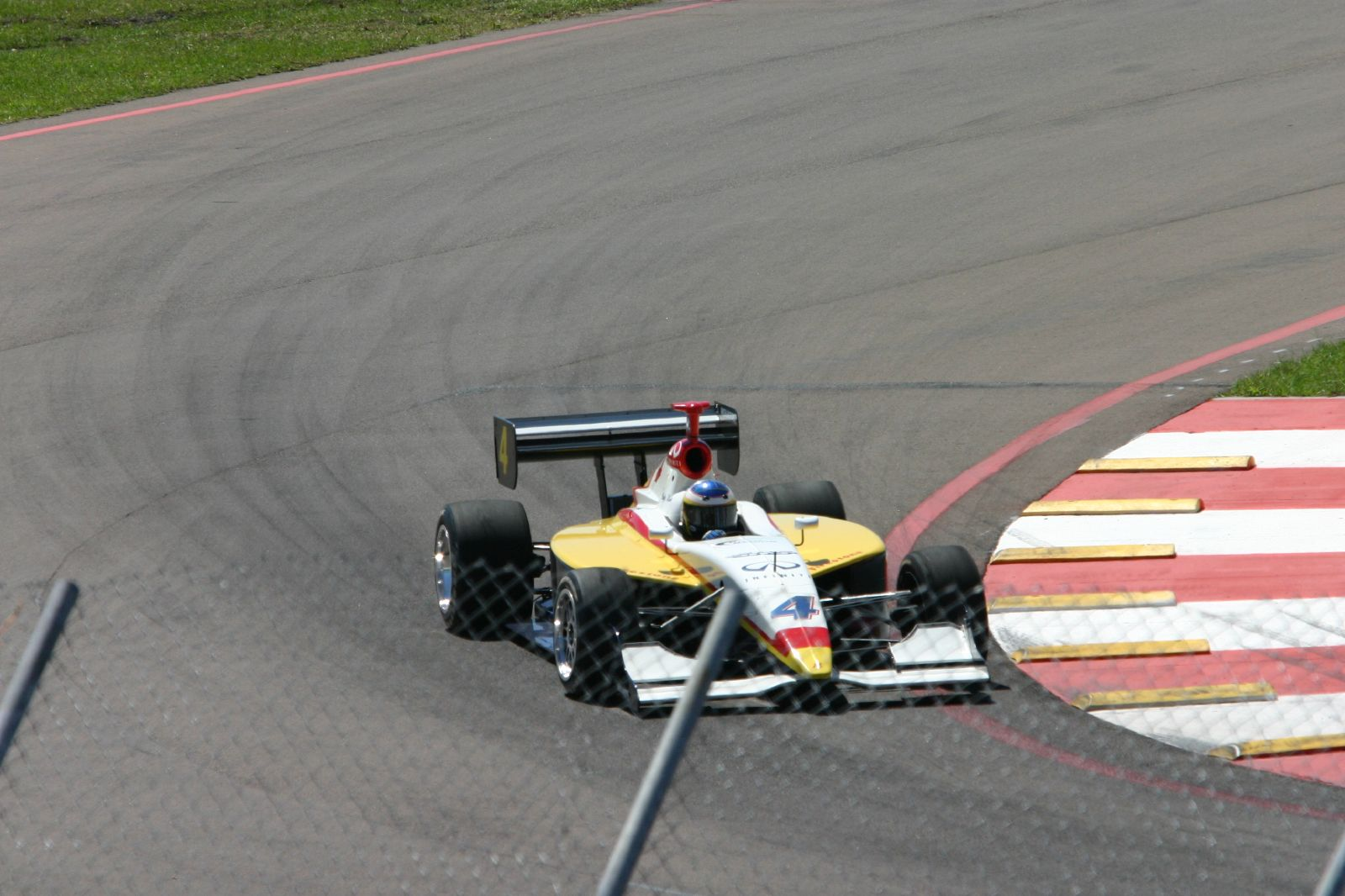
Roth em 2005, quando corria a etapa de St. Petersburg da Indy Pro Series.